# Cristian Noriega
Cristian Jafeth Noriega Santizo (ur. 20 marca 1987) – piłkarz gwatemalski grający na pozycji środkowego obrońcy. Jest wychowankiem klubu CSD Municipal.

## Kariera klubowa
Karierę piłkarską Noriega rozpoczął w klubie CSD Municipal z miasta Gwatemala. W 2007 roku zadebiutował w jego barwach w pierwszej lidze gwatemalskiej. Wraz z CSD Municipal jeden raz wywalczył mistrzostwo fazy Apertura (2007/2008, 2009/2010) i dwukrotnie fazy Clausura (2007/2008, 2009/2010).
| Sezon   | Klub          | Kraj      | Rozgrywki     | Mecze | Bramki |
| ------- | ------------- | --------- | ------------- | ----- | ------ |
| 2007/08 | CSD Municipal | Gwatemala | Liga Nacional | 16    | 0      |
| 2008/09 | CSD Municipal | Gwatemala | Liga Nacional | 33    | 1      |
| 2009/10 | CSD Municipal | Gwatemala | Liga Nacional | 39    | 0      |
| 2010/11 | CSD Municipal | Gwatemala | Liga Nacional |       |        |

## Kariera reprezentacyjna
W reprezentacji Gwatemali Noriega zadebiutował 1 czerwca 2008 roku w przegranym 0:1 towarzyskim spotkaniu z Panamą. W 2011 roku został powołany do kadry na Złoty Puchar CONCACAF 2011.